# Gustavo Lira
Gustavo Lira Manso (Santiago, 1 de octubre de 1887 - ibíd, 1 de marzo de 1980) fue un ingeniero, profesor y decano chileno, rector de la Universidad de Chile (periodo 1930-1931) y maestro de la enseñanza de la Ingeniería. Se desempeñó como ministro de Obras Públicas en las presidencias de Arturo Alessandri y Carlos Ibáñez del Campo, así mismo fue ministro de Obras Públicas y Vías de Comunicación en los gobiernos de los presidentes Ibánez, Bartolomé Blanche y Juan Antonio Ríos.

## Educación
Realizó sus estudios secundarios en el Liceo de Aplicación. Se tituló de ingeniero civil en la Universidad de Chile en mayo de 1909. Profesor de las cátedras de Física General, Hidráulica Teórica, Hidráulica Agrícola e Hidrología.
Ocupó los cargos de director de la Escuela de Ingeniería y Ciencias de la Universidad de Chile, Decano de la Facultad (1929 - 30; 1933 - 1945) y rector de la misma universidad.

## Política
Fue ministro de Obras Públicas, Comercio y Vías de Comunicación en la vicepresidencia de Bartolomé Blanche y los gobiernos de Carlos Ibáñez del Campo y Juan Antonio Ríos, también ejerció como ministro de Educación Pública en los gobiernos de Ibáñez y Arturo Alessandri.

## Membresía
Fundador y primer director de la Dirección General de Servicios Eléctricos. Presidente del Instituto de Ingenieros (1923 - 1924) institución que lo distinguió con la medalla de oro en 1958. En 1964 se incorporó como miembro de número de la Academia de Ciencias, ocupando el sillón N.º 1. Fue elegido Miembro Académico en enero de 1936 en reemplazo de Carlos Gregorio Ávalos.